# قوانين الديناميكا الحرارية

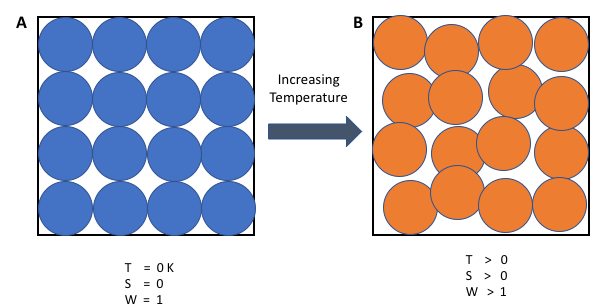
تحدث هذه الحالة عند الزيادة في درجة حرارة جسم ما مما يؤدي الي تحرك الذرات والجزيئات مما يودي الي تغير شكله مثل الثلج فعند رفع درجة الحرارة فأنه يتحول الي ماء وعند رفع درجة حرارة الماء تتحول الي بخار وهذا كله بسبب زيادة التباعد بين الجزيئات

قوانين الثرموديناميك أساسا هي ما يصف خاصيات وسلوك انتقال الحرارة وإنتاج الشغل سواء كان شغلا ديناميكيا حركيا أم شغلا كهربائيا من خلال عمليات ثرموديناميكية. منذ وضع هذه القوانين أصبحت قوانين معتمدة ضمن قوانين الفيزياء والعلوم الفيزيائية (كيمياء، علم المواد، علم الفلك، علم الكون...).

## استعراض القوانين

### القانون الصفري للديناميكا الحرارية
«إذا كان نظام A مع نظام ثاني B في حالة توازن حراري، وتواجد B في توازن حراري مع نظام ثالث C ، فيتواجد A و C أيضا في حالة توازن حراري».
{\displaystyle A\sim B\wedge B\sim C\Rightarrow A\sim C}

### القانون الأول للديناميكا الحرارية
«الطاقة في نظام معزول تبقى ثابتة.»
ويعبر عن تلك الصيغة بالمعادلة:
U = Q - W
وهي تعني أن الزيادة في الطاقة الداخلية U لنظام = كمية الحرارة Q الداخلة إلى النظام - الشغل W
المؤدى من النظام.
ويتضمن هذا القانون ثلاثة مبادئ:
- قانون انحفاظ الطاقة: الطاقة لا تفنى ولا تنشأ من عدم، وانما تتغير من صورة إلى أخرى.
- تنتقل الحرارة من الجسم الساخن إلى الجسم البارد، وليس بالعكس.
- الشغل هو صورة من صور الطاقة.
  - وعلى سبيل المثال، عندما ترفع رافعة جسما إلى أعلى تنتقل جزء من الطاقة من الرافعة إلى الجسم، ويكتسب الجسم تلك الطاقة في صورة طاقة الوضع.
  - وعندما يسقط الجسم من عال، تتحول طاقة الوضع (المخزونة فيه) إلى طاقة حركة فيسقط على الأرض.

تكوّن تلك الثلاثة مبادئ القانون الأول للحرارة.

### القانون الثاني للديناميكا الحرارية
يؤكد القانون الثاني للديناميكا الحرارية على وجود كمية تسمى إنتروبيا لنظام، ويقول أنه في حالة وجود نظامين منفصلين وكل منهما في حالة توازن ترموديناميكي بذاته، وسمح لهما بالتلامس بحيث يمكنهما تبادل مادة وطاقة، فإنهما يصلان إلى حالة توازن متبادلة. ويكون مجموع إنتروبيا النظامين المفصولان أكبر من أو مساوية لإتروبيتهما بعد اختلاطهما وحدوث التوازن الترموديناميكي بينهما.
أي عند الوصول إلى حالة توازن ترموديناميكي جديدة تزداد «الإنتروبيا» الكلية أو على الأقل لا تتغير.
ويتبع ذلك أن «أنتروبية نظام معزول لا يمكن أن تنخفض». ويقول القانون الثاني أن العمليات الطبيعية التلقائية تزيد من إنتروبية النظام.
طبقا للقانون الثاني للديناميكا الحرارية بالنسبة إلى عملية عكوسية (العملية العكوسية هي عملية تتم ببطء شديد ولا يحدث خلالها أحتكاك) تكون كمية الحرارة δQ الداخلة النظام مساوية لحاصل ضرب درجة الحرارة T في تغير الانتروبيا dS:
{\displaystyle \delta Q=T\,dS\,.}
نشأ للقانون الثاني للديناميكا الحرارية عدة مقولات شهيرة:
- لا يمكن بناء آلة تعمل بحركة أبدية.

أي تعمل أبديا من دون تزويدها بطاقة من الخارج.
أو
- لا يوجد تغير للحالة تلقائي يستطيع نقل حرارة من جسم بارد إلى جسم ساخن.

أو
- لا يمكن بناء آلة تعمل عند درجة حرارة معينة تفوق كفاءتها الكفاءة الحرارية لدورة كارنو عند نفس درجة الحرارة.

{\displaystyle \eta _{c}=1-{\frac {T_{\mathrm {cold} }}{T_{\mathrm {hot} }}}}
أو
- أي عملية تتم من تلقاء نفسها تكون غير عكوسية.
- أي عملية يحدث خلاها احتكاك تكون غير عكوسية.
- جميع عمليات الخلط تكون غير عكوسية.

### أمثلة
مثال 1:
ينتشر غاز فيما يتاح له من حجم توزيعا متساويا.ولماذا ذلك؟ فلنبدأ بالحالة العكسية، ونتخيل صندوقا به جزيئ واحد يتحرك.فيكون احتمال أن نجد الجزيئ في أحد نصفي الصندوق مساويا 1/2. وإذا افترضنا وجود جزيئين اثنين في الصندوق فيكون احتمال وجود الجزيئان في النصف الأيسر من الصندوق مساويا 1/2 · 1/2 = 1/4.وعند تواجد عدد N من الجزيئات في الصندوق يكون احتمال وجودهم في النصف الايسر فيه
0,5N.
عدد الذرات في غاز يكون كبير جدا جدا. فيوجد في حجم 1 متر مكعب عند الضغط العادي ما يقرب من
3·1025 من الجسيمات. ويكون احتمال أن تجتمع كل جسيمات الغاز في نصف الصندوق صغيرا جدا جدا بحيث ربما لا يحدث مثل هذا الحدث على الإطلاق.
ومن هنا يأتي تفسير الإنتروبيا: فالإنتروبيا هي مقياس لعدم النظام في نظام (مقياس للهرجلة للأو العشوائية).
لا ينطبق القانون الثاني بنسبة 100% مع ما نراه في الكون وخصوصا بشأن الكائنات الحية فهي أنظمة تتميز بانتظام كبير - وهذا بسبب وجود تآثر بين الجسيمات، ويفترض القانون الثاني عدم تواجد تآثر بين الجسيمات - أي أن الإنتروبيا يمكن أن تقل في نواحي قليلة جدا من الكون على حساب زيادتها في أماكن أخرى. هذا على المستوى الكوني الكبير، وعلى المستوى الصغري فيمكن حدوث تقلبات إحصائية في حالة توازن نظام معزول، مما يجعل الإنتروبيا تتقلب بالقرب من نهايتها العظمى."
مثال 2:
هذا المثال سوف يوضح معنى «الحالة» في نظام ترموديناميكي، ويوضح معنى خاصية مكثفة وخاصية شمولية:
نتصور أسطوانة ذات مكبس ويوجد فيها عدد {\displaystyle N_{0}} مولات من غاز مثالي. ونفترض وجو الأسطوانة في حمام حراري عند درجة حرارة
{\displaystyle T_{0}}.
يوجد النظام أولا في الحالة 1، ممثلة في {\displaystyle (T_{0},V_{1},N_{0})}; حيث {\displaystyle V_{1}} حجم الغاز. ونفترض عملية تحول النظام إلى الحالة 2 الممثلة ب {\displaystyle (T_{0},V_{2},N_{0})} حيث
{\displaystyle V_{2}>V_{1}} ، أي تبقى درجة الحرارة وكمية المادة ثابتين.

والآن ندرس عمليتين تتمان عند درجة حرارة ثابتة:
- عملية انتشار سريع للغاز (عن طريق فتح صمام مثلا لتصريف غاز مضغوط)، وهي تعادل تأثير جول-تومسون،
- تمدد بطيئ جدا للغاز.

بالنسبة إلى العملية 1 : سنحرك المكبس بسرعة كبيرة جدا إلى الخارج (ويمكن تمثيلها بصندوق حجمه {\displaystyle V_{2}} مقسوم بحائل ويوجد الغاز أولا في الجزء {\displaystyle V_{1}} من الصندوق. ونفترض ألجزء الآخر من الصنوق مفرغ من الهواء، ونبدأ عمليتنا بإزالة الحائل). في تلك الحالة لا يؤدي الغاز شغل، أي {\displaystyle \delta W=0}.
نلاحظ أن طاقة الغاز لا تتغير (وتبقى متوسط سرعات جزيئات الغاز متساوية قبل وبعد إزالة الحائل)، بالتالي لا يتغير المحتوي الحراري للنظام: {\displaystyle \delta Q=0}.
أي أنه في العملية 1 تبقى طاقة النظام ثابتة، من بدء العملية إلى نهايتها.
وفي العملية 2 : حيث نسحب المكبس من الأسطوانة ببطء ويزيد الحجم، في تلك الحالة يؤدي الغاز شغلا {\displaystyle \delta W<0}. ونظرا لكون الطاقة ثابتة خلال العملية من أولها إلى أخرها (الطاقة من الخواص المكثفة ولا تعتمد على طريقة سير العملية)، بيلزم من وجهة القانون الأول أن يكتسب النظام حرارة {\displaystyle \delta Q=-\delta W>0} من الحمام الحراري.
أي أن طاقة النظام في العملية 2 لم تتغير من أولها لى آخر العملية، ولكن النظام أدى شغلا (فقد طاقة على هيئة شغل) وحصل على طاقة في صورة حرارة من الحمام الحراري.
من تلك العملية نجد ان صورتي الطاقة، الطاقة الحرارية والشغل تتغيران بحسب طريقة أداء عملية. لهذا نستخدم في الترموديناميكا الرمز {\displaystyle d} عن تفاضل الكميات المكثفة لنظام، ونستخدم {\displaystyle \delta } لتغيرات صغيرة لكميات شمولية للنظام (مثلما في القانون الأول: {\displaystyle dU=\delta Q+\delta W\,}
).

### القانون الثالث للديناميكا الحرارية
«لا يمكن الوصول بدرجة الحرارة إلى الصفر المطلق».
هذا القانون يعني أنه لخفض درجة حرارة جسم لا بد من بذل طاقة، وتتزايد الطاقة المبذولة لخفض درجة حرارة الجسم تزايدا كبيرا كلما اقتربنا من درجة الصفر المطلق.
- ملحوظة: تمكن العلماء من الوصول إلى درجة 0.00036 من الصفر المطلق في المعمل[1]، ولكن من المستحيل - طبقا للقانون الثالث - الوصول إلى الصفر المطلق، إذ يحتاج ذلك إلى طاقة كبيرة جدا.

## علاقة أساسية في الترموديناميكا
ينص القانون الأول للديناميكا الحرارية على أن:
{\textstyle dU=\delta Q+\delta W\,}
وطبقا للقانون الثاني للديناميكا الحرارية فهو يعطينا العلاقة التالية في حالة عملية عكوسية:
{\displaystyle dS=\delta Q/T\,}
أي أن:
{\displaystyle \delta Q=TdS\,}
وبالتعويض عنها في معادلة القانون الأول، نحصل على:
{\displaystyle dU=TdS+\delta W\,}
ونفترض الآن أن التغير في الشغل dW هو الشغل الناتج عن تغير الحجم والضغط في عملية عكوسية، فيكون:
{\displaystyle dU=TdS-PdV\,}
تنطبق هذه العلاقة في حالة تغير عكوسي. ونظرا لكون
{\displaystyle U}, {\displaystyle S}, and {\displaystyle V} دوال للحالة فتنطبق المعادلة أيضا على عمليات غير عكوسية. فإذا كان للنظام أكثر من متغير غير تغير الحجم وإذا كان عدد الجسيمات أيضا متغيرا (خارجيا)، نحصل على العلاقة الترموديناميكية العامة:
{\displaystyle dU=TdS-\sum _{i}X_{i}dx_{i}+\sum _{j}\mu _{j}dN_{j}\,}
وتعبر فيها {\displaystyle X_{i}} عن قوي عامة تعتمد على متغيرات خارجية {\displaystyle x_{i}}. وتعبر {\displaystyle \mu _{j}} عن الكمونات الكيميائية للجسيمات من النوع
{\displaystyle j}.

## اقرأ أيضا
- ديناميكا حرارية
- قانون جاي-لوساك
- قانون الانحفاظ
- مقاومة التلامس الحراري
- محركات الحرارة الكمومية